# Aorta

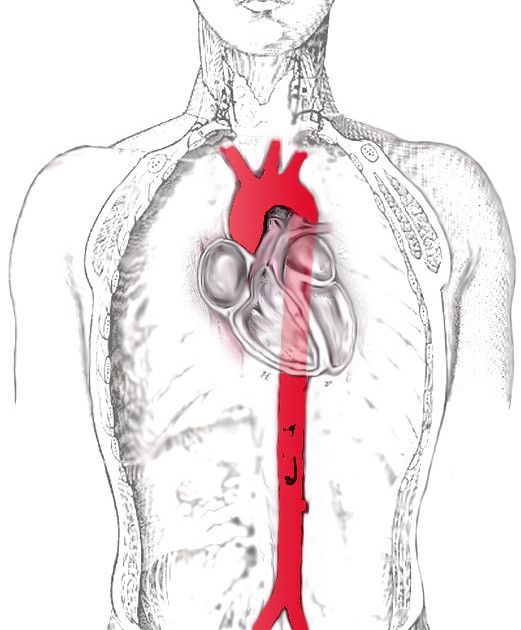
Tvärsnitt av hjärtat, med aorta markerad.

Denna artikel handlar om stora kroppspulsådern. För den litterära tidskriften, se Aorta: journal för retrogardistisk kultur.
Aorta, stora kroppspulsådern, är kroppens huvudartär som utgår från hjärtats vänstra kammare och är moderartär för hela systemcirkulationen. Aorta är kroppens största artär och har en diameter på 2,5 cm.

## Kärlväggen
Aorta har samma uppbyggnad som de flesta artärer, med vissa skillnader. Aortas vägg innehåller förhållandevis mycket elastin och kollagen, vilket gör den både motståndskraftig mot höga tryck, och samtidigt eftergivlig.

## Anatomi
Aorta utgår från hjärtats vänstra kammare. Mellan kammare och aorta sitter aortaklaffen som förhindrar backflöde in i hjärtat när det relaxerar. Man delar in aorta i fem delar utifrån dess anatomiska position och utseende. Efter avgången börjar den del som kallas ascenderande aorta (aorta ascendens). Ascendens övergår sedan i aortabågen (arcus aortae) som går i en båge över lungartärerna, bakåt mot ryggen. Efter bågens slut kallas den för descenderande aorta (aorta descendens), och är den del av aorta som övergår i tarmbensartärerna. Aorta descendens delas in i två delar; ovanför diafragma kallas den thorakal aorta eller bröstaorta (aorta thoracalis), och nedanför diafragma kallas den abdominal aorta eller bukaorta (aorta abdominalis). Genom brösthålan går aorta nästan lodrätt ner, och ligger dorsalt intill ryggraden. Aorta passerar sedan diafragma, fortsätter intill ryggraden och delar sig i höjd med naveln till tarmbensartärerna.

### Avgående kärl

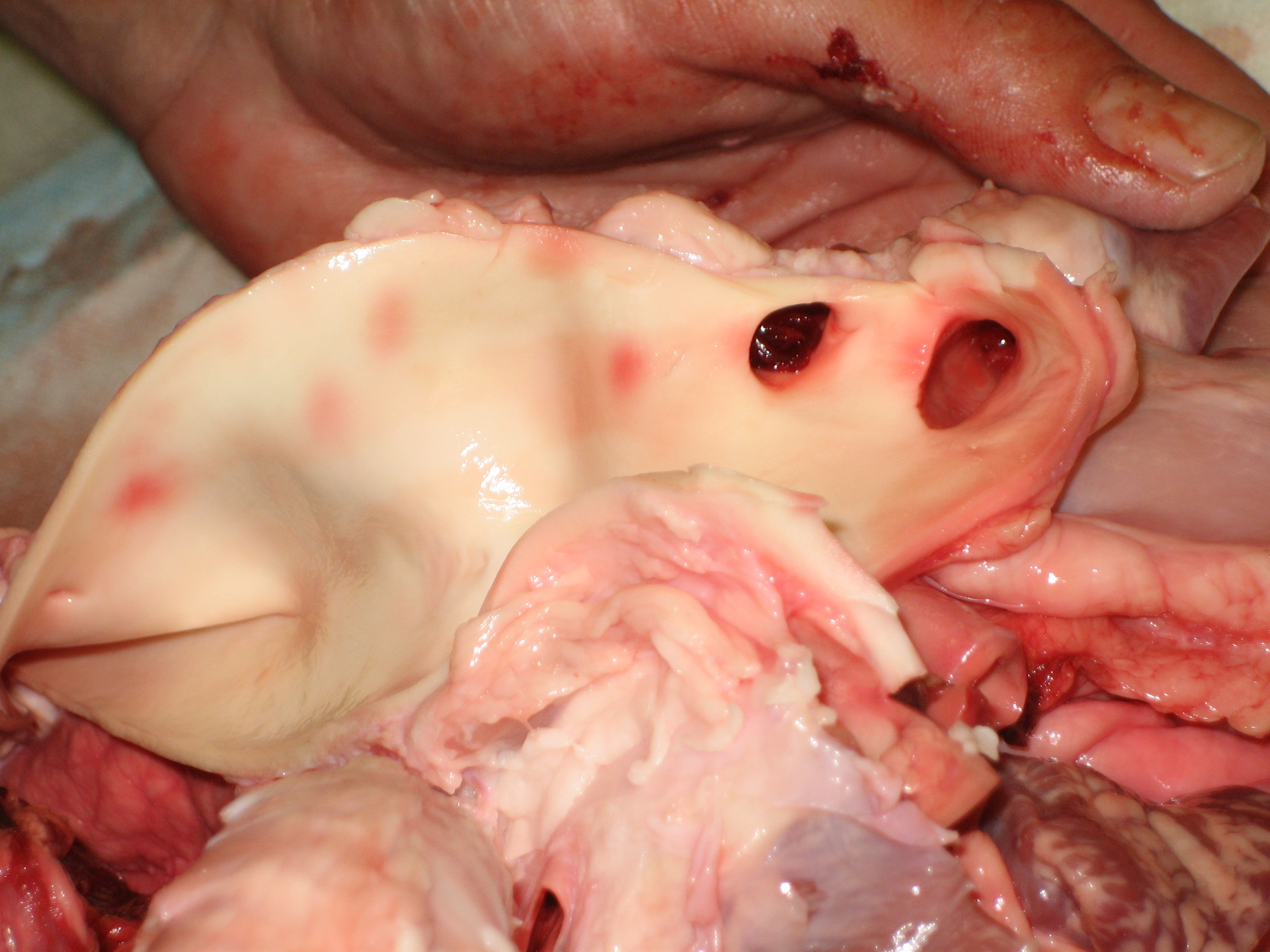
En gris med kroppspulsådern uppskuren visar också en del artärer.

Från aorta avgår en rad olika kärl. Några av de viktigare är (i ordning räknat från hjärtat):
Ascenderande aorta
- Kranskärlen, som försörjer hjärtat.

Aortabågen
- Arm-huvudartären (truncus brachiocephalicus), som delar sig i höger nyckelbensartär (arteria subclavia dextra) och höger halspulsåder (arteria carotis communis dextra), vilka försörjer höger arm och huvudet.
- Vänster halspulsåder (arteria carotis communis sinistra), som försörjer hals och huvud.
- Vänster nyckelbensartär (arteria subclavia sinistra), som försörjer vänster arm.

Bukaorta
- Bukinälvsartären (truncus coeliacus), som försörjer magsäcken, levern, tolvfingertarmen, bukspottkörteln och mjälten.
- Övre tarmkäxartären (arteria mesenterica superior), som försörjer tarmarna och bukspottskörteln.
- Njurartärerna (arteriae renales), som försörjer njurarna.
- Gonadala artärerna: Testikelartärer (arteria testicularis) hos män och ovarieartärer (arteria ovarica) hos kvinnor, försörjer testiklarna respektive äggledarna.
- Nedre tarmkäxartären (arteria mesenterica inferior), som försörjer distala delar av tjocktarmen.
- Vid aortabifurkationen (bifurcatio aortae) övergår aorta i vänster och höger tarmbensartär (arteria iliaca communis), som försörjer benen och könsorganen.

## Sjukdomar
Aorta kan drabbas av flera olika sjukdomstillstånd. Även förändringar som är normala för åldrande kan ge besvär. Den vanligaste platsen för aterosklerotiska plack är bukaorta. En komplikation av detta är bukaortaaneurysm. Aneurysm kan ha andra orsaker än ateroskleros så som trauma, bindvävssjukdomar och infektion.